# Каміл Ван де Перре
Каміл Ван де Перре (нід. Kamiel Van de Perre; нар. 12 лютого 2004) — бельгійський футболіст, півзахисник клубу «Юніон».

## Клубна кар'єра

### «Генк»
Вихованець клубу «Льєрс». 2015 року приєднався до академії «Генка». 27 червня 2019 року підписав з клубом свій перший професіональний контракт. 15 квітня 2021 року продовжив контракт з «Генком» до середини 2024 року.
14 серпня 2022 року дебютував за резервну команду в матчі Челлендже Про-ліги проти клубу «Льєрс Кемпензонен».

### «Юніон»
4 червня 2024 року на правах вільного агента приєднався до «Юніона», підписавши чотирирічний контракт. 26 вересня 2024 року дебютував за нову команду в матчі Ліги Європи УЄФА проти турецького «Фенербахче», вийшовши на заміну Ноа Садікі. 6 жовтня в поєдинку проти «Брюгге» дубютував у Про-лізі. В своєму дебютному сезоні допоміг «Юніону» вперше за 90 років виграти чемпіонат Бельгії.
14 липня 2025 року продовжив контракт з клубом до літа 2029 року.

## Кар'єра в збірній
Виступав за збірні Бельгії до 15, до 16, до 17 і до 18 років.
В березні 2025 року вперше викликаний в збірну Бельгії до 21 року для участі в товариських матчах проти збірних Андорри та Швеції. 12 березня 2025 року в поєдинку з Андоррою дебютував за молодіжну збірну Бельгії.

## Статистика виступів
Станом на 25 липня 2025
| Клуб              | Сезон             | Чемпіонат          | Чемпіонат | Чемпіонат | Кубок | Кубок | Єврокубки | Єврокубки | Інші  | Інші | Всього | Всього |
| Клуб              | Сезон             | Дивізіон           | Матчі     | Голи      | Матчі | Голи  | Матчі     | Голи      | Матчі | Голи | Матчі  | Голи   |
| ----------------- | ----------------- | ------------------ | --------- | --------- | ----- | ----- | --------- | --------- | ----- | ---- | ------ | ------ |
| Йонг Генк         | 2022–23           | Челледжер Про-ліга | 25        | 0         | —     | —     | —         | —         | —     | —    | 25     | 0      |
| Йонг Генк         | 2023–24           | Челледжер Про-ліга | 26        | 0         | —     | —     | —         | —         | —     | —    | 26     | 0      |
| Йонг Генк         | Всього            | Всього             | 51        | 0         | 0     | 0     | 0         | 0         | 0     | 0    | 51     | 0      |
| Юніон             | 2024–25           | Про-ліга           | 23        | 0         | 1     | 0     | 5         | 0         | —     | —    | 29     | 0      |
| Юніон             | 2025–26           | Про-ліга           | 1         | 0         | 0     | 0     | 0         | 0         | 1     | 0    | 2      | 0      |
| Юніон             | Всього            | Всього             | 24        | 0         | 1     | 0     | 5         | 0         | 1     | 0    | 31     | 0      |
| Всього за кар'єру | Всього за кар'єру | Всього за кар'єру  | 75        | 0         | 1     | 0     | 5         | 0         | 1     | 0    | 82     | 0      |

1. ↑  5 матчів в Лізі Європи УЄФА
2. ↑  Матчі в Суперкубку Бельгії

## Досягнення
«Юніон»
- Чемпіон Бельгії: 2024–25[13]